# كتاب النورس
كتاب النورس (ويعني: كتاب الرسائل التسع) هو أطروحة من القرن السادس عشر كتبها السلطان إبراهيم عادل شاه الثاني من بيجابور. وقد كُتب تحت عنوان "نورس"، أي "تسع رسائل"، ولكن سُمي فيما بعد "نورس نامه" أو "كتاب نورس". وهو عبارة عن مجموعة من 59 مناقب كلام (أغنية) و 17 بيتًا شعريًا باللغة الدكنية.

## المحتويات

### مقدمة
إن مقدمة الكتاب لم يكتبها إبراهيم، بل كتبها الشاعر محمد زهوري [الإنجليزية] باللغة الفارسية وليس الدكنية. يقول زهوري أن المقدمة هي "حجر لا قيمة له للإكليل المصنوع من اللؤلؤ الملكي".

### الأغاني
في المخطوطات العشر المعروفة، هناك تسعة وخمسون أغنية، على الرغم من عدم وجود نسخة واحدة تحتوي عليها كلها. بالإضافة إلى ذلك، هناك سبعة عشر شعر دوحة [الإنجليزية].
جزء كبير من الأغاني هي مديح لساراسواتي، وغانيشا، وغيرهما من الآلهة الهندوسية. ويمتدح آخرون النبي محمد والولي الصوفي باندي نواز [الإنجليزية]. ويشير جزء آخر إلى الحياة الخاصة لإبراهيم. كما يحظى فيله المفضل أتيش خان والدف المفضل موتي خان بالثناء أيضًا. وفي حالات أخرى، تتم الإشارة إلى والدة إبراهيم باري صاحب وزوجته تشاند سلطان.

### المصطلحات
1. شرينغارا تعني مشاعر الحب والرومانسية.
2. فيرا تعني مشاعر البطولة أو الفروسية
3. فيبهاتسا تعني الشعور بالاشمئزاز
4. راودرا تعني مشاعر الغضب والغضب
5. بهاياناك تعني مشاعر الخوف والرعب
6. هاسيا تعني مشاعر الفرح والفكاهة
7. كارونا تعني مشاعر الشفقة والشفقة
8. أدبوتا تعني الشعور بالدهشة والدهشة
9. شانتا تعني الشعور بالسلام والرضا[6]

### فهرس
- Ahmad, Nazir (1956). Kitab-i-Nauras by Ibrahim Adil Shah II: Introduction, Notes, and Textual Editing (PDF) (بالإنجليزية). New Delhi: Bharatiya Kala Kendra. Archived from the original (PDF) on 2024-06-15.
- Haider، Navinda Najat (2011). "The Kitab-i Nauras: Key to Bijapur's Golden Age". Sultans of the South: Arts of India's Deccan Courts, 1323–1687. The Metropolitan Museum of Art, New York. ISBN:978-1-58839-438-5. مؤرشف من الأصل في 2025-02-25.